# Пошуково-розвідувальні роботи на нафту і газ
Пошуково-розвідувальні роботи на нафту і газ являють собою складний і сталий набір операцій, який включає певну їх стадійність і послідовність, використання великої кількості методів. Їх прийнято розділяти на регіональні, пошукові і розвідувальні етапи, які частково можуть поєднуватися. У складі таких робіт зазвичай передбачена структурно-геологічна зйомка, геофізичні роботи, буріння, спеціальні дослідження.
Загальною метою геологорозвідувальних робіт є науково обґрунтоване, планомірне та економічно ефективне забезпечення добувної промисловості розвіданими запасами корисних копалин.

## Етапи пошуково-розвідувальних робіт
Пошуково-розвідувальні роботи здійснюють з метою відкриття нафтового або газового родовища, визначення його запасів і складання проекту розробки.
Комплекс пошуково-розвідувальних робіт включає в себе польові геологічні, геофізичні та геохімічні роботи з подальшим бурінням свердловин, що дозволяє здійснити розвідку родовища.
Пошукові роботи діляться на декілька послідовних етапів.
На першому етапі — загальної геологічної зйомки — складається геологічна карта місцевості. На цьому етапі проводять невеликі роз-чищення місцевості для оголення корінних порід. Загальна геологічна зйомка дозволяє отримати певне уявлення про геологічну будову сучасних відкладень на досліджуваній площі. Характер залягання порід, покритих сучасними відкладеннями, залишається невивченим.
На другому етапі — детальної структурно-геологічної зйомки — бурять картувальні та структурні свердловини для детального вивчення геологічної будови площі. Картувальні свердловини бурять глибиною від 30 до 500 м для визначення потужності, характеру залягання і форми більш глибоко розміщених корінних порід.
Після проведення двох попередніх етапів геолого-пошукових робіт виконуються камеральні роботи: обробка та більш детальне вивчення матеріалів, зібраних на цих етапах. За результатами загальної геологічної зйомки, картувального буріння й обробки матеріалів будують геологічну карту, на якій умовними позначеннями зображується поширення порід різного віку. Для більш повного уявлення про досліджувану площу геологічна карта доповнюється зведеним стратиграфічним розрізом відкладень і геологічними профілями.
Зведений стратиграфічний розріз будують у вигляді колонки з детальною характеристикою залягаючих порід у досліджуваному районі.
Геологічні профілі будуються в довжину і ширину простягання порід для зображення геоло¬гічної будови ділянки у вертикальних площинах.
Для детального з'ясування характеру залягання пластів або вивчення їх структурної форми на додаток до геологічної карти будують структурну карту за даними пробурених структурних свердловин. Структурна карта відображає поверхню пластів і дає уявлення про форму їх простягання за допомогою горизонталей.
На другому етапі пошукових робіт, крім описаних геологічних досліджень, застосовують геофізичні та геохімічні методи розвідки, які дозволяють більш детально вивчити глибинну будову надр і більш обґрунтовано виділити перспективні площі, для глибокого буріння з метою пошуків покладів нафти та газу.
Третій етап. Після проведення комплексу геофізичних і геохімічних досліджень приступають до третього етапу пошукових робіт — глибокого буріння пошукових свердловин.
Успішність пошукових робіт на третьому етапі значною мірою залежить від якості робіт, проведених на другому етапі.
При отриманні з пошукової свердловини нафти чи газу закінчуються пошукові роботи і починається детальна розвідка відкритого нафтового чи газового родовища. На площі одночасно бурять розвідувальні та оціночні глибокі свердловини для встановлення розміру, або контуру, покладу і контролю за ходом розвідки родовища.
Після закінчення пошуково-розвідувальних робіт починається період буріння експлуатаційних свердловин усередині контуру нафтоносності (або газоносності), через які буде здійснюватися видобуток нафти чи газу. Слід відмітити, що успіх пошуково-розвідувальних робіт значною мірою залежить від геофізичних і геохімічних методів пошуків нафти й газу. Ці методи в ряді випадків дозволяють повністю або частково відмовитися від буріння структурних свердловин.
Таким чином, на останній стадії пошуково-розвідувальних робіт проводиться буріння розвідувальних свердловин з метою виявлення нафти і газу, тобто відкриття нафтового чи газового родовища. На перших глибоких пошукових і розвідувальних свердловинах при бурінні детально вивчається весь розріз осадових порід за допомогою суцільного відбору керна (гірської породи) по всьому стовбуру свердловини. Після закінчення буріння розвідувальної глибокої свердловини в ній проводять геофізичний каротаж.
Останнім часом на етапі пошукових робіт на нафту і газ стали широко застосовуватися зйомки з космосу — аерогеологічна зйомка. При аерогеологічних дослідженнях використовуються візуальні спостереження космонавтів, застосовуються телевізійні, спектрометричні, радарні та інші види зйомок.
Космічні дослідження дозволяють знаходити геологічні структури, в яких можливе скупчення нафти і газу, де потім проводять комплексні дослідження на наявність вуглеводнів у цих структурах.

### Регіональні, пошукові і розвідувальні етапи
Пошуково-розвідувальні роботи з виявлення скупчень нафти і газу прийнято розділяти на регіональні, пошукові і розвідувальні етапи, які частково можуть поєднуватися. У складі таких робіт зазвичай передбачена структурно-геологічна зйомка, геофізичні роботи, буріння, спеціальні дослідження.
Регіональний етап пошуково-розвідувальних робіт включає дві основні стадії: 1) прогнозування нафтогазоносності, яке завершується якісної і кількісної оцінкою перспектив великих територій і виявленням першочергових зон для наступної стадії робіт; 2) оцінка зон нафтогазонакопичення, в результаті чого повинні бути виявлені найбільш перспективні райони для постановки пошукових робіт. Допускається суміщення в часі цих стадій. У добре вивчених регіонах роботи етапу проводяться в невеликому обсязі і спрямовані на вивчення перспектив нафтогазоносності великих глибин, на виявлення зон нафтогазонакопичення неантиклінального типу, вирішення інших питань.
Пошуковий етап має на меті відкриття родовища нафти і газу або нових покладів в невивченій або маловивченій частині розрізу вже відомого родовища. Він включає дві стадії: 1) виявлення і підготовка об'єктів до пошукового буріння, кінцевою метою яких є визначення місця розташування пошукових свердловин; 2) стадія пошуків, метою якої є відкриття родовищ і покладів, що здійснюється шляхом буріння пошукових свердловин.
Розвідувальний етап націлений на простежування вже відкритих покладів по площі, їх оконтурювання з метою визначення розмірів родовища, кількістю і якістю нафти і газу, вивчення складу і властивостей порід колекторів. Основне завдання розвідувального етапу полягає в отриманні даних для підрахунку запасів вуглеводнів і проектування розробки.
Кінцевою метою розвідувальних робіт є підготовка об'єкта (родовища, поклади) до розробки, підрахунку і диференціації його запасів. Розвідувальний етап включає дві основні стадії — кількісна оцінка родовищ або покладів вуглеводнів і підготовка їх до розробки. Слід підкреслити, що сама розвідка покладів і родовищ проводиться лише в тому випадку, якщо пошуковим бурінням доведені промислове значення і економічна доцільність їх розробки. Одним з основних принципів проведення розвідувальних робіт повинно бути забезпечення максимальної їх ефективності і з мінімальною витратою матеріальних засобів. Тому головними завданнями цієї стадії є оконтуривание покладів і визначення запасів по промисловим категоріям з мінімально необхідною кількістю свердловин.
Проведені роботи включають вибір основного принципу системи розвідки (зверху вниз або знизу вгору), визначення поверхів розвідки, а також принцип розміщення свердловин при розвідці (трикутна, кільцева, профільна системи). Розтин і випробування продуктивних пластів, що є найбільш важливим і відповідальним етапом в розвідувальному бурінні, включає такі операції як випробування пласта в процесі буріння, вплив на пласт в процесі освоєння свердловини: кислотна обробка, гідророзрив, термогазохімічна обробка та ін. Ці роботи проводяться фахівцями бурового підприємства або фахівцями сервісних компаній, але з неодмінним урахуванням геологічних умов того родовища, що розвідується. У комплекс досліджень розвідувальних свердловин входить їх дослідна експлуатація, необхідна для промислової оцінки досліджуваного об'єкта. Гідродинамічні дослідження свердловин на стадії промислової розвідки проводяться з метою визначення початкового пластового тиску, температури, характеру фільтрації флюїду, коефіцієнта продуктивності, газового фактора та інших параметрів покладу.
Пошуково-розвідувальні роботи завершуються проведенням підрахунку запасів нафти і газу. Методи цих робіт досить різноманітні. В основі одного з методів об'ємно-статистичного підрахунку прогнозних запасів нафти лежить середня продуктивність 1 км³ осадових відкладень в тоннах вилучаємої нафти або її первинних підрахованих геологічних запасів. Серед інших методів прийнято розрізняти об'ємний метод для нафти і об'ємно-генетичний для нафти і газу.

## Ефективність пошуково-розвідувальних робіт на нафту і газ
Незважаючи на наявність багатьох методів пошуково-розвідувальних робіт, проблема підвищення ефективності пошуково-розвідувальних робіт на нафту й газ до останнього часу залишається актуальною.
За статистикою, в середньому по всіх регіонах світу успішність відкриття нафтових і газових родовищ існуючими методами складає 30 %, тобто лише на кожній третій структурі, яку рекомендують до глибокого розвідувального буріння, підтверджується наявність промислових запасів нафти й газу.

## Екологічний аспект
Пошуково-розвідувальні роботи у нафтогазовій справі мають значний негативний вплив на екологію природного середовища.
Насамперед, у процесі буріння свердловин відбувається порушення ґрунтового покриву та рельєфу місцевості, що призводить до деградації ландшафтів, знищення рослинного шару, зміни водного балансу території. При підготовці бурових майданчиків та облаштуванні інфраструктури (дороги, під'їзди, бази тощо) нерідко вирубуються ліси, осушуються болота, перекриваються природні русла струмків, що негативно впливає на місцеву флору і фауну.
Важливим джерелом забруднення є бурові розчини, шлами, нафтові емульсії, що утворюються при бурінні. Якщо ці відходи не утилізуються належним чином, вони можуть проникати в ґрунт та підземні водоносні горизонти, спричиняючи забруднення води та геологічного середовища токсичними компонентами — нафтою, важкими металами, хімічними реагентами.
Додаткову загрозу становить шумове та вібраційне навантаження, яке виникає під час роботи бурових установок і транспорту. Це негативно позначається на диких тваринах, особливо в екологічно чутливих регіонах — гірських, лісових або прибережних зонах.
Крім того, геофізичні методи досліджень, такі як сейсморозвідка, можуть спричинити мікросейсмічні зрушення, порушення гідрогеологічного балансу, зміну стану ґрунтових вод, а також турбування місцевих екосистем.
У регіонах із вічною мерзлотою або болотами пошуково-розвідувальні роботи можуть спричинити розтоплення мерзлого ґрунту, просідання поверхні, утворення термокарстів і порушення традиційного способу життя місцевих громад.
З огляду на ці фактори, пошуково-розвідувальні роботи в нафтогазовій сфері потребують суворого дотримання вимог екологічної безпеки. Зокрема, необхідно впроваджувати екологічно безпечні технології буріння, системи очищення і повторного використання бурових розчинів, рекультивацію земель, постійний моніторинг стану навколишнього середовища, а також дотримання природоохоронного законодавства.